# Apolemia contorta
Apolemia contorta is een hydroïdpoliep uit de familie Apolemiidae. De poliep komt uit het geslacht Apolemia. Apolemia contorta werd in 1976 voor het eerst wetenschappelijk beschreven door Margulis.